# Краун-Принс-Фредерик
Краун-Принс-Фредерик (англ. Crown Prince Frederik Island) — остров Канадского Арктического архипелага. В настоящее время остров необитаем (2012).
Остров Краун-Принс-Фредерик лежит на юго-востоке залива Бутия, близ южного побережья западной части острова Баффинова Земля, северный берег острова образует южный берег бухты Агу. Остров находится близ западного входа в пролив Фьюри-энд-Хекла, разделяющий полуостров Мелвилл материковой части Канады и остров Баффинова Земля. Площадь острова составляет 401 км². Длина береговой линии 108 км.